# All for Love
All for Love (с англ. — «Всё ради любви») — песня, написанная Брайаном Адамсом, Робертом Джоном «Маттом» Лангом и Майклом Кэйменом в качестве саундтрека к фильму Три мушкетёра. Песню исполняют Адамс, Стинг, Род Стюарт.. Баллада была выпущена в качестве CD-сингла в США 16 ноября 1993 года лейблами A&M Records, Hollywood Records. Песня стала мировым хитом, занимая первые места в чартах Европы, Австралии и Северной Америки.
В 1994 году Адамс записал концертную версию с участием Лучано Паваротти, Андреа Бочелли, Нэнси Густафсон и Джорджии. Майкл Кэймен, автор музыки, дирижировал оркестром. В 2007 году шведская группа E.M.D. выпустила кавер-версию песни, достигшую первого места в родной стране.

## Участники записи
- Брайан Адамс — вокал
- Род Стюарт — ведущий вокал
- Стинг — ведущий вокал, бас
- Доминик Миллер — гитара
- Кит Скотт — соло-гитара
- Билл Пейн — фортепиано
- Эдвард Шермур — клавишные
- Микки Карри — барабаны

## История
За 2 года до релиза Брайан Адамс, Роберт Джон «Матт» Ланг и Майкл Кэймен добились успеха с песней (Everything I Do) I Do It for You. Сингл, вышедший саундтреком к фильму «Робин Гуд: Принц воров», стал большим хитом, получил Грэмми и несколько номинаций, включая «Оскар» за лучшую песню. Поэтому когда Кэймена пригласили написать саундтрек к экранизации «Трех мушкетеров» в 1993 года, он позвал Адамса и Ланга для записи главной темы.
Команда приступила к работе, используя музыкальный мотив из партитуры Кэймена. Название «All for Love» было навеяно девизом Трех мушкетеров — «Один за всех, и все за одного» (One for all, all for one).
Когда песня готовилась, Брайан Адамс понял, что выпуск «All for Love» вступит в конфликт с его следующим сольным синглом «Please Forgive Me». Кэймен предложил Адамсу пригласить двух дополнительных вокалистов. Первым Адамс связался со Стингом, который сразу же согласился на сотрудничество.
Стинг рассказывает, что «Брайан Адамс позвонил мне и спросил — не хочу ли исполнить с ним песню? Я согласился. Он уточнил, что я даже не слышал песню. Я ответил, что мне и не нужно. Я хочу спеть с тобой, у тебя отличный голос»..
Найти третьего вокалиста было сложнее. Авторы думали над Лучано Паваротти или Джоном Бон Джови, однако выбор пал на Рода Стюарта. Ситуацию осложняло, что между Стингом и Стюартом на протяжении нескольких лет существовал ряд разногласий. Это не помешало записать им по отдельности свои партии: Стингу в Лондоне, а Стюарту в Лос-Анджелесе.
К этому моменту приближения срока завершения работ, возник конфликт между лейблами исполнителей. Окончательное соглашение было достигнуто «с трудом», как вспоминал Майкл Кэймен, и едва удалось включить песню в «Трех мушкетеров».
Съемки клипа проходили в Нью-Джерси и стали единственным эпизодом, когда в одном кадре встретились все три оригинальных исполнителя. Видео начинается с бэкстейджа, где Адамс и Стинг разговаривают, пока музыканты и съемочная группа настраиваются. Стинг вспоминает, что Род Стюарт опоздал на час, и только после этого удалось начать съемки.

## Критика
Алан Джонс из «Music Week» оценил «All for Love» на 5 баллов из 5, считая, что: «С минимумом формальностей Брайан, Род и Стинг начинают свое исполнение мощной баллады. Их вокал хорошо сочетается, и хотя сама песня немного предсказуема, их общая база поклонников должна быть достаточно сильной, чтобы в кратчайшие сроки отправить её в пятерку лучших». Марк Фрит из Smash Hits поставил песне 4 балла из 5, заявив, что в ней «драматизм и мощные припевы на высоте. И в середине у неё одно из тех жгучих гитарных соло». Он добавил: «Гениально! Любите вы её или ненавидите, вы не можете отрицать профессионализм, который, вероятно, сделает эту песню номером 1».

## Чарты
В Соединенных Штатах сингл достиг первого места в Billboard Hot 100 22 января 1994 года. Песня оставалась на вершине чартов в течение 3 недель, прежде чем была выбит балладой «Power of love» Селин Дион. Она разошлась тиражом 1,2 миллиона копий внутри страны и получила платиновый сертификат от RIAA. В Канаде песня достигла первого места в чарте синглов RPM 17 января 1994 года, заменив сольный хит Адамса «Please Forgive Me», который занимал первое место в течение 6 недель. С «All for Love», остававшейся на первом месте в течение 5 недель, Адамс 11 недель подряд занимал первую позицию в канадском чарте. В Соединенном Королевстве она достигла второго места в UK Singles Chart. В 2007 году группа E.M.D. выпустила кавер-версию песни, достигшую первого места в родной Швеции.. В 2010 совместный кавер на песню выпустили Гай Себастиан и Ронан Китинг.
Сам Брайан Адамс в 2013 запишет франкоязычный вариант песни с Гару и Роком Вуазином под названием «Tous ensemble» для квебекского фильма «Il était une fois les Boys».
| Чарт (1993—1994)                    | Высшая позиция |
| ----------------------------------- | -------------- |
| Австралия (ARIA)                    | 1              |
| Австрия (Ö3 Austria Top 40)         | 1              |
| Бельгия/Фландрия (Ultratop 50)      | 2              |
| Канада (RPM Top Singles)            | 1              |
| Канада (RPM Adult Contemporary)     | 1              |
| Дания (IFPI)                        | 1              |
| Европа (Eurochart Hot 100)          | 1              |
| Европа (European AC Radio)          | 1              |
| Финляндия (Suomen virallinen lista) | 1              |
| Франция (SNEP)                      | 7              |
| Германия (GfK)                      | 1              |
| Исландия (Íslenski Listinn Topp 40) | 5              |
| Ирландия (IRMA)                     | 1              |
| Италия (Musica e dischi)            | 1              |
| Нидерланды (Dutch Top 40)           | 3              |
| Нидерланды (Single Top 100)         | 3              |
| Новая Зеландия (Recorded Music NZ)  | 5              |
| Норвегия (VG-lista)                 | 1              |
| Шотландия (OCC Scotland)            | 12             |
| Spain (AFYVE)                       | 17             |
| Швеция (Sverigetopplistan)          | 1              |
| Швейцария (Schweizer Hitparade)     | 1              |
| Великобритания (OCC UK Singles)     | 2              |
| США (Billboard Hot 100)             | 1              |
| США (Billboard Adult Contemporary)  | 4              |
| США (Billboard Pop Airplay)         | 1              |
| Zimbabwe (ZIMA)                     | 1              |

| Чарт (1994)                        | Позиция |
| ---------------------------------- | ------- |
| Australia (ARIA)                   | 10      |
| Austria (Ö3 Austria Top 40)        | 3       |
| Belgium (Ultratop)                 | 18      |
| Canada Top Singles (RPM)           | 1       |
| Canada Adult Contemporary (RPM)    | 11      |
| Europe (Eurochart Hot 100)         | 4       |
| Germany (Official German Charts)   | 9       |
| Iceland (Íslenski Listinn Topp 40) | 21      |
| Netherlands (Dutch Top 40)         | 22      |
| Netherlands (Single Top 100)       | 29      |
| New Zealand (Recorded Music NZ)    | 42      |
| Sweden (Sverigetopplistan)         | 2       |
| Switzerland (Schweizer Hitparade)  | 7       |
| UK Singles (OCC)                   | 37      |
| US Billboard Hot 100               | 8       |
| US Adult Contemporary (Billboard)  | 17      |

| Чарт (1990—1999)      | Позиция |
| --------------------- | ------- |
| США Billboard Hot 100 | 69      |

## Сертификация
| Регион | Сертификация | Продажи   |
| --- | ------------ | --------- |
| Австралия (ARIA) | Платиновый   | 70 000^   |
| Австрия (IFPI Austria)                                                                                                   | Золотой      | 25 000*   |
| Германия (BVMI) | Золотой      | 250 000^  |
| Япония (RIAJ) | Золотой      | 50 000^   |
| Новая Зеландия (RMNZ) | Золотой      | 5000*     |
| Швеция (GLF) | Золотой      | 25 000^   |
| Великобритания (BPI) | Серебряный   | 200 000^  |
| США (RIAA) | Платиновый   | 1,200,000 |
| * Данные о продажах приведены только на основе сертификации. ^ Данные о тиражах приведены только на основе сертификации. |              |           |